# Apterocis montanus
Apterocis montanus är en skalbaggsart som beskrevs av Perkins 1900. Apterocis montanus ingår i släktet Apterocis och familjen trädsvampborrare.

## Underarter
Arten delas in i följande underarter:
- A. m. montanus
- A. m. minor